# Kwon Chang-hoon
Kwon Chang-hoon (Seul, 30 de junho de 1994) é um futebolista profissional sul-coreano que atua como meia, atualmente defende o Dijon.

## Carreira
Kwon Chang-hoon fez parte do elenco da Seleção Sul-Coreana de Futebol nas Olimpíadas de 2016.